# Angélica Harada Vásquez
 (juillet 2023).
Pour les articles homonymes, voir Vásquez.
Angélica Harada Vásquez, plus connue sous le nom de Princesita de Yungay, née dans la province de Yungay (Pérou) le 30 mai 1938, est une chanteuse péruvienne d'ascendance japonaise,.

## Biographie
Elle naît dans la campagne de Shacsha, province de Yungay, le 30 mai 1938. Elle grandit avec la musique et les danses de son peuple, les Shaqapas. C'est aujourd'hui une des personnalités vivantes du folklore péruvien.
En 2005, elle écrit son autobiographie, Mi vida, el Mundo que Conocí (Ma vie, le monde que j'ai connu).

## Prix et récompenses
Pour son travail en faveur de la musique primitive, elle est décorée par le Centre culturel péruvien japonais (1987), par le Ministère de l'Éducation, qui lui attribue les Palmes artistiques du Pérou (1989), par l'association Échange Culturel avec le Japon (1990), par le Congrès de la République du Pérou (2005). Ces récompenses, attribuées par des institutions péruviennes et étrangères, en font une ambassadrice culturelle du Pérou.